# Neacola River
Der Neacola River ist ein 45 Kilometer langer Fluss im Südwesten des US-Bundesstaats Alaska.

## Flusslauf
Der Neacola River entspringt im äußersten Südwesten der Alaskakette unweit des Telaquana Pass auf einer Höhe von etwa 1100 m gespeist. Er wird von mehreren Gletschern gespeist. Der Neacola River fließt in überwiegend nordöstlicher Richtung durch das Gebirge. Er trennt dabei die Alaskakette von den südöstlich gelegenen Neacola Mountains. Der Fluss bildet im Mittel- und Unterlauf einen verflochtenen Fluss mit einer Breite von bis zu 1,2 km. Er mündet schließlich in den Kenibuna Lake. Aufgrund der hohen Sedimentfracht dehnt sich das Flussdelta immer weiter in den See aus und teilt diesen mittlerweile in zwei Teile.

## Einzugsgebiet
Der Neacola River entwässert ein Areal von etwa 771 km². Das Einzugsgebiet grenzt im Osten an den Shamrock-Gletscher, im Südosten an das Einzugsgebiet des Big River, im Süden an das des Tlikakila River, im Westen an das des Necons River sowie im Norden an das des Igitna River.

## Namensgebung
Der Flussname stammt aus der Tanaina-Sprache und wurde 1928 von S. R. Capps und Gerald FitzGerald vom U.S. Geological Survey (USGS) gemeldet.